# Val di Ledro
Das Val di Ledro, auch Valle di Ledro, deutsch auch Ledrotal, ist ein Tal im Südwesten des Trentino. Den Namen könnte es von den Bewohnern des Tales haben, die von den Römern Leutrenses genannt wurden.
Das Val di Ledro ist ein Tal in den Gardaseebergen, das, obwohl es glazialen Ursprungs ist, Ost-West gerichtet ist.
Im Val di Ledro befinden sich die Gemeinde Ledro und der Ledrosee. Es wird vom Ponale entwässert, der südlich von Riva del Garda über einen Wasserfall in den Gardasee mündet. Nach Molina di Ledro verengt sich das Tal und wird valle del Ponale genannt.

## Geschichte
Im Ledrosee hat man prähistorische Pfahlbauten gefunden.
Das Tal wurde 15 v. Chr. dem römischen Reich einverleibt. Im Val di Ledro hat am 21. Juli 1866 bei der Ortschaft Bezzecca die Schlacht bei Bezzecca stattgefunden. Von dort hat Giuseppe Garibaldi dem General Alfonso La Marmora ein Telegramm geschickt: „Ho ricevuto il dispaccio n. 1073. obbedisco“ (Ich habe die Depesche Nr. 1073 erhalten, ich gehorche).
Die sechs Gemeinden des Tales beschlossen in den 1990er Jahren, sich zusammenzuschließen, und haben über diesen Plan am 30. November 2008 eine Volksbefragung durchgeführt. Die Bevölkerung hat dem Plan mit deutlicher Mehrheit (73,39 %) zugestimmt.
Am ersten Januar 2010 haben sich alle Gemeinden des Tals zur Gemeinde Ledro zusammengeschlossen. Im Mai 2010 wurden mit dem Gemeinderat und Bürgermeister auch die Ortsvorsteher der sechs Fraktionen des Tales gewählt.

## Verkehr
Das Val di Ledro wird von der Strada Statale 240 di Loppio e Val di Ledro von Rovereto über Arco und Riva del Garda durch zwei 3600 Meter bzw. 1120 Meter lange Tunnel durch die Rocchetta und die Ampola-Schlucht nach Storo (am Chiese) durchquert. Die vor Bau der Tunnel verwendete alte Ponalestraße wird heute als Fuß- und Radweg genutzt. Vom Lago d’Ampola zweigt südlich die Straße zum Tremalzopass ab.

## Tourismus
Das Ledrotal ist ein beliebtes Gebiet bei Touristen, vor allem für sportlich Interessierte. 

### Radfahren

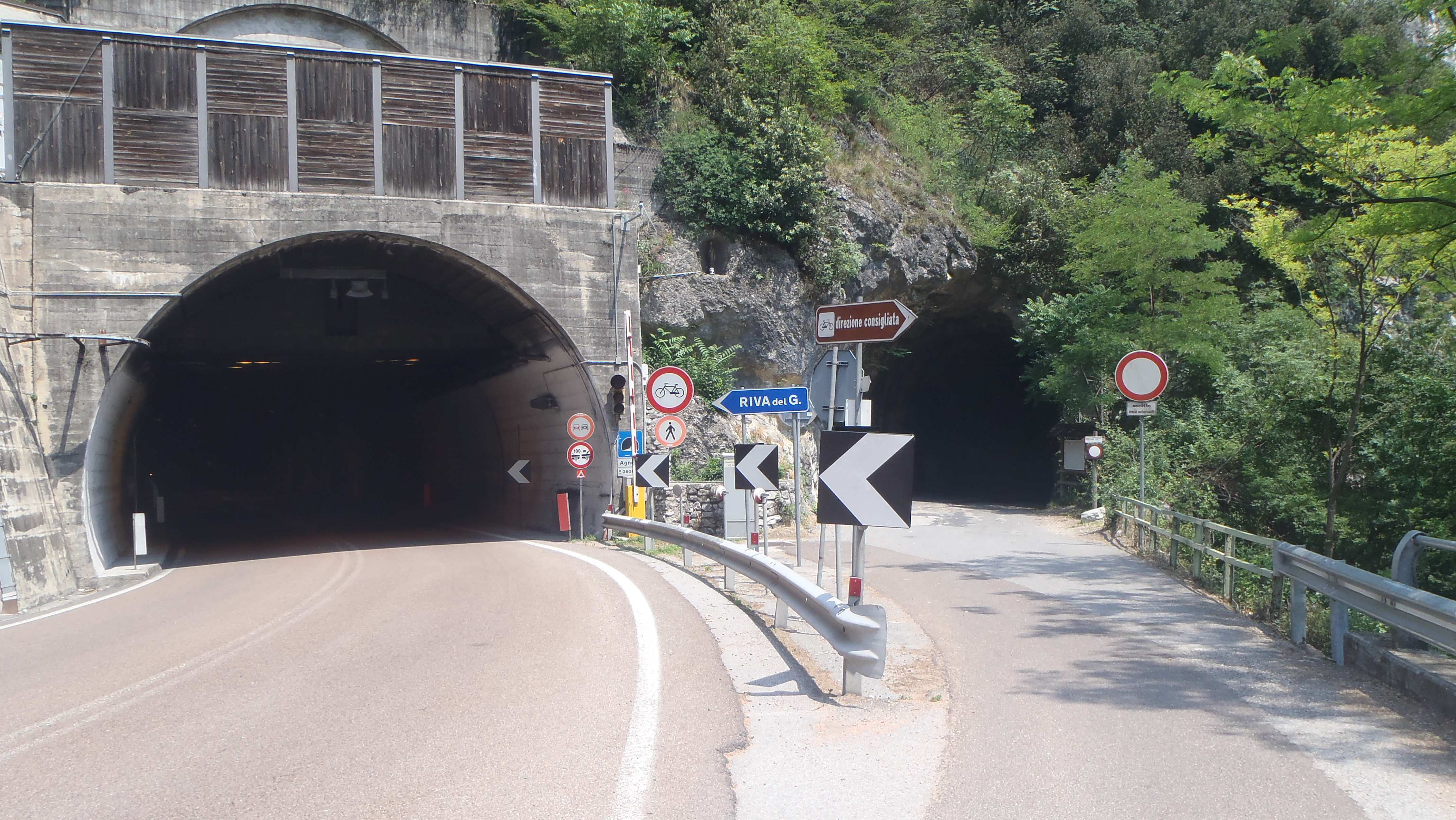
Anfang der alten Ponalestraße rechts neben dem Tunnel der neuen Straße

Es gibt ein breites Spektrum an Rad- und Mountainbikewegen im Ledrotal, sowohl eher naturbelassene Wege, solche mit herausfordernden Anstiegen und Abfahrten als auch eher gemütliche Touren. Beliebt ist der eher gemütliche Radweg um den Ledrosee und dem Ampolasee, der für Familien und Kinder gut geeignet ist. Ein besonderes Highlight für Radfahrer ist die Ponalestraße, die nur für Radfahrer und Wanderer zugänglich ist und schöne Ausblicke eröffnet.

### Wandern
Durch die großen Höhenunterschiede bietet das Ledrotal unterschiedlichste Wanderungen in einer vielseitigen Landschaft. Es gibt Wege nahe am Gardasee und solche, die sich am Monte Cadria und am Monte Corno befinden, und eine große Variation von sehr einfachen Wegen für Familien mit Kindern und anspruchsvollen Touren. Besonders beliebt ist die Besteigung des Cima S.A.T., ein Vorgipfel des Rocchettamassivs mit großartigen Ausblicken über den Gardasee. Diese Wanderung beginnt am Gardasee mit leichten Wanderwegen und steigert sich bis zu steilen, ausgesetzten Wegen zum Gipfel, Wanderzeit rund 6 Stunden mit einem zu überwindenden Höhenunterschied von 2290 m.

### Klettersteig
Im Ledrotal befinden sich auch mehrere Klettersteige, besonders beliebt ist der im unteren Teil des Tals befindliche „Fausto Susatti“, der eine mittlere Schwierigkeit und eine Distanz von 7 km aufweist. Am Cima Rocca gibt es noch einen weiteren Klettersteig, der als eher leicht beschrieben wird.

### Sportklettern
Die Sportklettergebiete im Ledrotal bieten Routen in unterschiedlichen Schwierigkeiten an, viele davon sind auch Mehrseillängenrouten. Besonders beliebt ist der Klettergarten "Regina del Lago", das allerdings auch im Frühjahr und Herbst etwas überlaufen sein kann. Dieser ist leicht zugänglich über die Ponalestraße und gut eingerichtet.

## Bilder

Ledrotal und Ledrosee
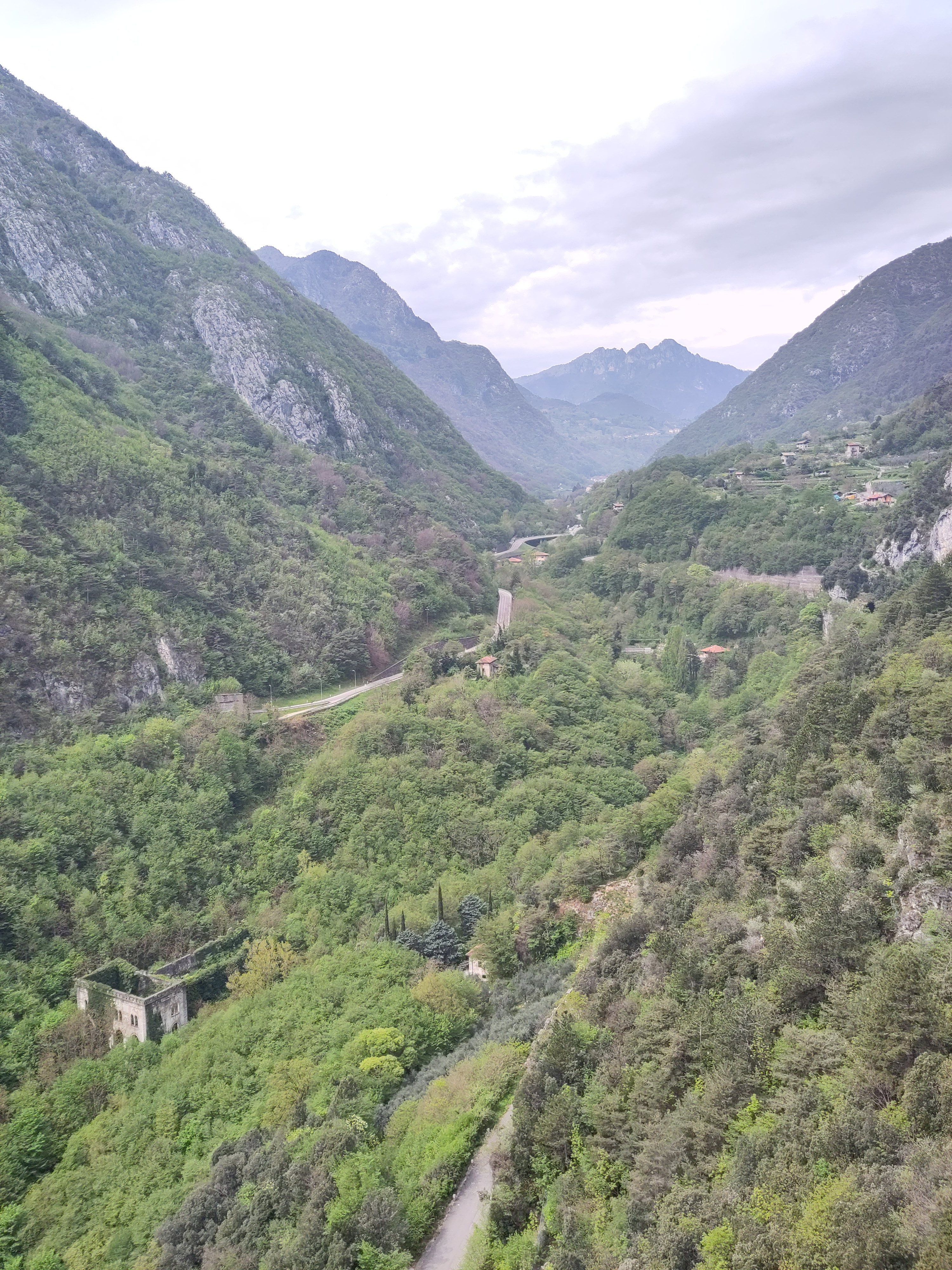
Ledrotal kurz über dem Gardasee
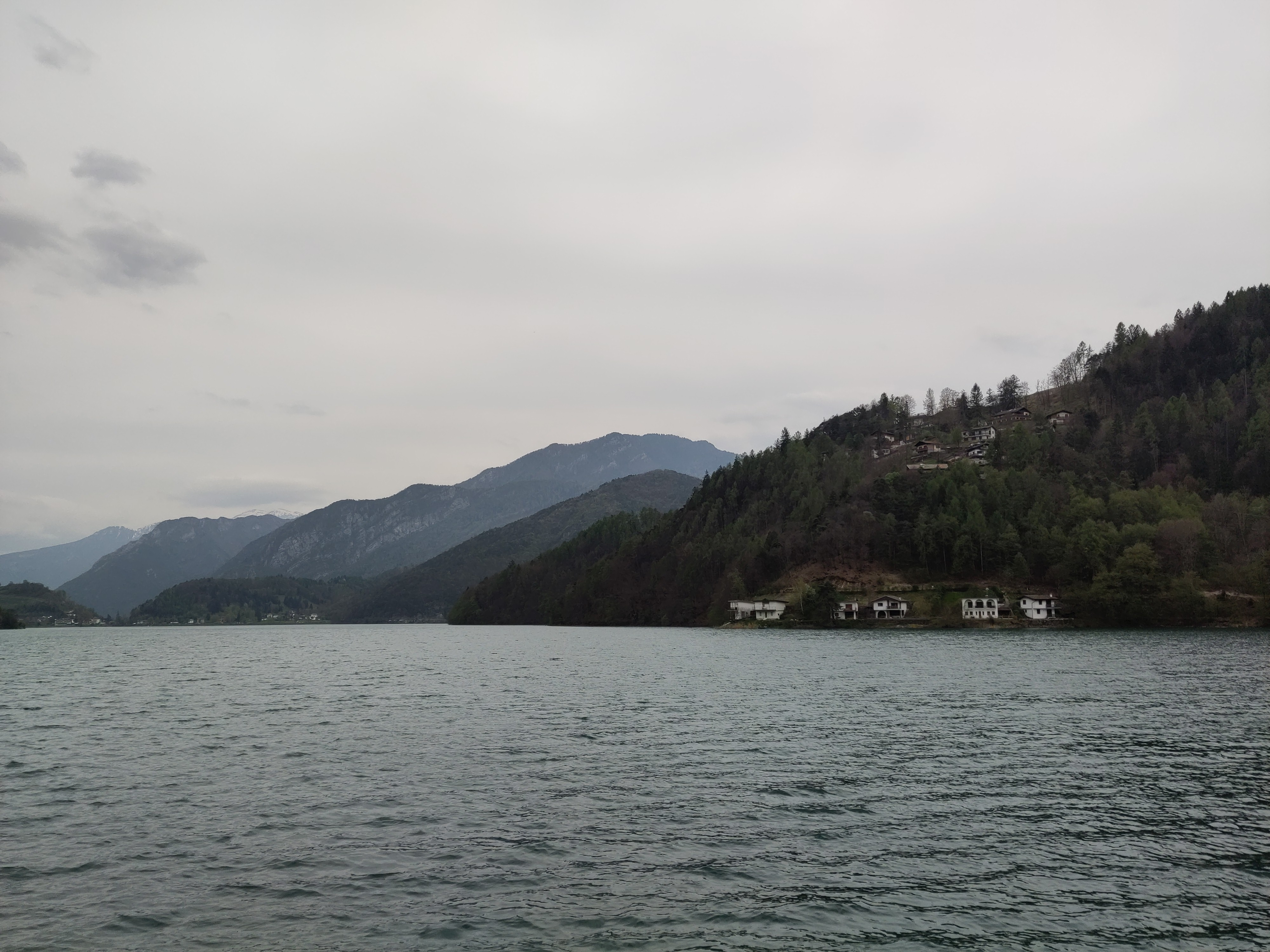
Blick über den Ledrosee
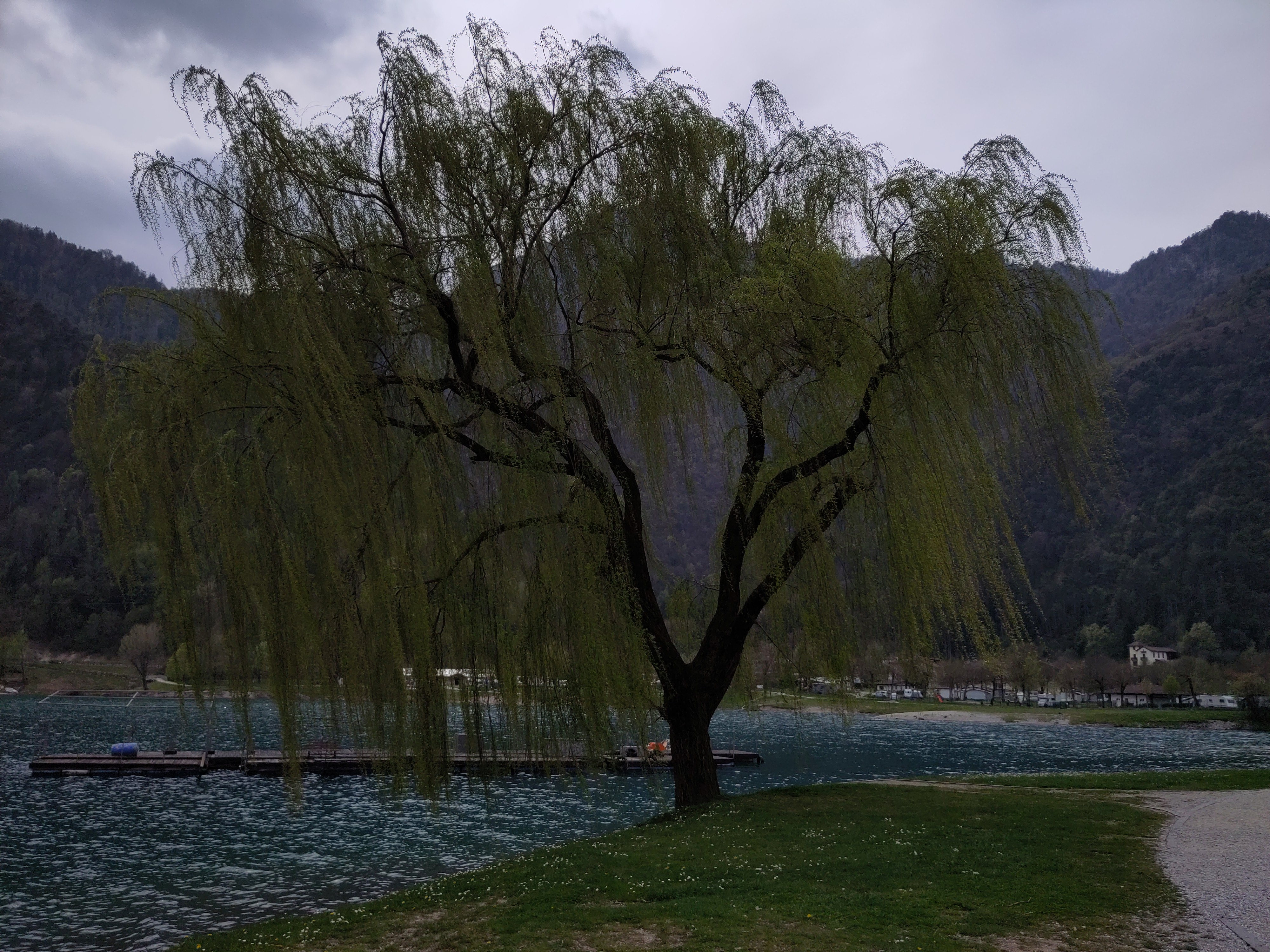
Ufer am Ledrosee im Val di Ledro

## Einzelverweise
1. ↑  Bortolo Degara: Storia della Valle. In: Statuto dei Comuni. Comune di Ledro, abgerufen am 23. Mai 2018 (italienisch).
2. ↑  I nuovi Comuni di Ledro e Comano Terme (TN). tuttitalia.it, abgerufen am 23. Mai 2018 (italienisch).
3. ↑  MTB-Touren rund um den Ledrosee. Abgerufen am 3. Mai 2024.
4. ↑  Ciclabile della Valle di Ledro Radweg - Radfahren - Trentino Italien. Abgerufen am 3. Mai 2024.
5. ↑  Ponalestraße - atemberaubende Panoramastraße für Mountainbiker und Wanderer am Gardasee bei Riva. Abgerufen am 3. Mai 2024.
6. ↑  Bergtouren rund um das Ledrotal. In: outdooractive.com. Abgerufen am 3. Februar 2024.
7. ↑  Heinrich Bauregger: Gardaseeberge: die schönsten Tal- und Höhenwanderungen: 55 ausgewählte Tagestouren sowie zwei Mehrtageswanderungen (= Rother Wanderführer). 11., aktualisierte  Auflage. Bergverlag Rother GmbH, München 2022, ISBN 978-3-7633-4256-3, S. 144.
8. ↑  Touren am Gardasee: Wandern, Rennrad, SUP. Abgerufen am 3. Mai 2024.
9. ↑  Sportklettern bei “Regina del Lago” – allgaeu-plaisir.de. 19. September 2019, abgerufen am 3. Mai 2024 (deutsch).